# Den endimensionella människan
Den endimensionella människan (original: One-Dimensional Man) är en bok av den tysk-amerikanske marxistiske filosofen Herbert Marcuse, utgiven 1964. 

## Innehåll
I boken riktar Marcuse skarp kritik mot både samtidens kapitalism och Sovjetunionens kommunistiska styre. Marcuse hävdar att det han benämner det "avancerade industrisamhället" verkar nedbrytande på den fria utvecklingen av människans behov och istället skapar falska behov. Den enskilda individen integreras på ett bedrägligt sätt i produktions- och konsumtionssystemen genom bland annat reklam och massmedier. Marcuse menar att detta leder till en "endimensionell" tillvaro av tankar och beteenden och därmed även en "endimensionell" människa. Människan mister sin förmåga till kritiskt tänkande. Marcuse ser konsumismen som en form av social kontroll.